# Bereznuvativka, Solone
Bereznuvativka (în ucraineană Березнуватівка) este localitatea de reședință a comunei Bereznuvativka din raionul Solone, regiunea Dnipropetrovsk, Ucraina.

## Demografie
Componența lingvistică a localității Bereznuvativka
     Ucraineană (93,6%)
     Rusă (3,27%)
     Alte limbi (0,41%)
Conform recensământului din 2001, majoritatea populației localității Bereznuvativka era vorbitoare de ucraineană (93,6%), existând în minoritate și vorbitori de rusă (3,27%) și armeană (2,72%).